# Шестаков, Клавдий Александрович
Клавдий Александрович Шестаков (18 ноября 1934 — 3 июня 2017) — генерал-майор ВС СССР, начальник Казанского суворовского военного училища в 1984—1990 годах.

## Биография
Родился 18 ноября 1934 года в городе Нарьян-Мар. Учился в школе № 2 (старейшей в Ненецком АО). Окончил Череповецкий военный институт радиоэлектроники в 1955 году, Военную академию имени М. В. Фрунзе в 1968 году и академические курсы при ВАФ в 1975 году.
Проходил воинскую службу на следующих командных должностях:
- командир взвода (ноябрь 1955 — январь 1963)
- помощник начальника штаба батальона (1963)
- командир стрелковой роты (октябрь 1963 — сентябрь 1965)
- заместитель командира и командир мотострелкового полка (июль 1968 — апрель 1974)
- заместитель командира мотострелковой дивизии Забайкальского военного округа (март 1974 — март 1976)
- командир 245-й мотострелковой дивизии Забайкальского военного округа (март 1976 — октябрь 1978)
- начальник управления кадров Забайкальского военного округа (октябрь 1978 — август 1980)
- начальник отдела боевой подготовки Южной группы войск (август 1980 — январь 1984).

Занимал должность начальника Казанского суворовского военного училища с 1984 по 1990 годы. В отставке с 1990 года. Член Совета ветеранов Республики Татарстан.
Похоронен на Арском кладбище в Казани. На могиле генерал-майора Шестакова установлен памятник.

## Награды
- орден Красной Звезды[1]
- орден «Знак Почёта»[1]
- орден «За службу Родине в Вооружённых Силах СССР» III степени[1]
- 7 медалей[1]